# Didier Pironi
Didier Joseph Louis Pironi (Villecresnes, 26 de março de 1952 — Southampton, 23 de agosto de 1987) foi um piloto francês de Fórmula 1 e de lancha off-shore.

## Carreira
Ele foi premiado com o patrocínio do piloto Elf em 1972, um programa destinado a promover o jovem talento do automobilismo francês, que também levou Alain Prost, René Arnoux e Patrick Tambay à Fórmula 1. Depois de se tornar campeão da Fórmula Renault na França em 1974, tendo o título de campeonato da Super Renault em 1976 e conquistando a prestigiosa corrida de apoio do Fórmula Três do Mônaco em 1977, Pironi fez sua estreia na F1 no GP da Argentina em 15 de janeiro de 1978. Isto foi com Ken O time de Tyrrell que, apesar de ser britânico, teve uma forte relação de trabalho com o Elf, que remonta ao final da década de 1960. No mesmo ano, Pironi faz parte do enorme time da Renault encarregado de ganhar as 24 Horas de Le Mans. Parceria com Jean-Pierre Jaussaud no segundo carro da equipe, o incomum "tobo abundo" A442B, pelo qual ele ganhou a corrida por quatro voltas da rival Porsche 936s.
Pironi correu na Fórmula 1 entre os anos de 1978 a 1982 pelas equipes: 78-79 Tyrrell, 80 Ligier conquistando a primeria vitória na categoria no Grande Prêmio da Bélgica e 81-82 Ferrari. A sua segunda vitória e a primeira na Ferrari aconteceu no Grande Prêmio de San Marino. Foi a corrida que contou com 7 equipes: Ferrari, Renault, Alfa Romeo, Tyrrell, Toleman, Osella e ATS, enquanto que as demais boicotaram por divergências políticas. Com os carros da Renault fora da prova, só restaram os dois carros da equipe italiana. Pironi ultrapassou Gilles Villeneuve e vice-versa para dar um pouco de emoção ao público presente ao autódromo, já que não tinha concorrência e o 3º colocado que era o Tyrrell-Ford Cosworth aspirado de Michele Alboreto, e estava bem longe da dupla Ferrarista. Na última volta, Pironi ultrapassou Villeneuve e venceu a corrida ignorando as ordens da equipe. No pódium, era visível a crise interna dos dois pilotos. Foi a última corrida do piloto canadense e que faleceria duas semanas depois nos treinos do GP da Bélgica em Zolder. A terceira e última vitória de Pironi aconteceria no GP da Holanda em Zandvoort.
Com o 2º lugar no GP da Grã-Bretanha em Brands Hatch, Pironi liderava o campeonato pela primeira vez e com 5 pontos de vantagem sobre o norte-irlandês John Watson da McLaren. Na etapa seguinte, o GP da França em Paul Ricard, Pironi aumentava para 9 com o 3º lugar conquistado. Imaginava-se que ele seria o primeiro piloto francês com grandes chances de ganhar o campeonato. Com a pole conquistada para o GP da Alemanha em Hockenheim, nos treinos livres debaixo de imensa chuva, ele ultrapassava o Williams do irlandês Derek Daly, não vê o Renault de Alain Prost, e catapulta-se, quase da mesma forma que no acidente do seu ex-companheiro Gilles Villeneuve, exatamente três meses antes. Gravemente ferido em ambas as pernas, não corre as últimas cinco provas do campeonato e também na Fórmula 1.  Na antepenúltima etapa, o GP da Suíça, sua liderança foi perdida para o finlandês Keke Rosberg, o campeão daquele ano. Na grande chance de alcançar o tão sonhado campeonato, Pironi foi vice-campeão (o melhor até então para os franceses) terminando com a mesma pontuação de John Watson, porém no critério de desempate, o francês tem um 3º lugar de vantagem sobre o norte-irlandês.
Morte
Pironi ainda voltou a testar um carro de Fórmula 1 da equipe AGS no ano de 1986, mas depois disso se dedicou à competição de Offshore (barcos). Em agosto de 1987, numa prova ao largo da Ilha de Wight, no sul da Inglaterra, o seu barco Colibri, que disputava a ponta com outro barco, virou numa onda causada pelo petroleiro “Avon” e Pironi morreu no choque. 

## Fórmula 1[1]
(legenda) (Corridas em negrito indica pole position e corridas em itálico indica volta mais rápida)
| Ano  | Nome Oficial da Equipe     | Chassis        | Motor                | 1         | 2         | 3         | 4         | 5         | 6         | 7         | 8         | 9         | 10        | 11        | 12        | 13        | 14        | 15        | 16       | Pontos | Posição |
| ---- | -------------------------- | -------------- | -------------------- | --------- | --------- | --------- | --------- | --------- | --------- | --------- | --------- | --------- | --------- | --------- | --------- | --------- | --------- | --------- | -------- | ------ | ------- |
| 1978 | Elf Team Tyrrell           | Tyrrell 008    | Ford Cosworth DFV V8 | ARG 14º G | BRA 6º G  | RSA 6º G  | USW Ret G | MON 5º G  | BEL 6º G  | ESP 12º G | SUE Ret G | FRA 10º G | GBR Ret G | ALE 5º G  | AUT Ret G | HOL Ret G | ITA Ret G | USE 10º G | CAN 7º G | 7      | 15º     |
| 1979 | Team Tyrrell               | Tyrrell 009    | Ford Cosworth DFV V8 | ARG Ret G | BRA 4º G  | RSA Ret G | USW DSQ G | ESP 6º G  |           |           |           |           |           |           |           |           |           |           |          | 14     | 10º     |
| 1979 | Candy Tyrrell Team         | Tyrrell 009    | Ford Cosworth DFV V8 |           |           |           |           |           | BEL 3º G  | MON Ret G | FRA Ret G | GBR 10º G | ALE 9º G  | AUT 7º G  | HOL Ret G | ITA 10º G | CAN 5º G  | USE 3º G  |          | 14     | 10º     |
| 1980 | Equipe Ligier Gitanes      | Ligier JS11/15 | Ford Cosworth DFV V8 | ARG Ret G | BRA 4º G  | RSA 3º G  | USW 6º G  | BEL 1º G  | MON Ret G | FRA 2º G  | GBR Ret G | ALE Ret G | AUT Ret G | HOL Ret G | ITA 6º G  | CAN 3º G  | USE 3º G  |           |          | 32     | 5º      |
| 1981 | Scuderia Ferrari SpA SEFAC | Ferrari 126 CK | Ferrari 021 V6 Turbo | USW Ret M | BRA Ret M | ARG Ret M | SMR 5º M  | BEL 8º M  | MON 4º M  | ESP 15º M | FRA 5º M  | GBR Ret M | ALE Ret M | AUT 9º M  | HOL Ret M | ITA 5º M  | CAN Ret M | LVG 9º M  |          | 9      | 13º     |
| 1982 | Scuderia Ferrari SpA SEFAC | Ferrari 126 C2 | Ferrari 021 V6 Turbo | RSA 18º G | BRA 6º G  | USW Ret G | SMR 1º G  | BEL DNS G | MON 2º G  | USE 3º G  | CAN 9º G  | HOL 1º G  | GBR 2º G  | FRA 3º G  | ALE DNS G |           |           |           |          | 39     | 2º      |

## 24 Horas de Le Mans[2]
| Ano  | Equipe                | Nº | Co-Pilotos                         | Chassi                    | Pneus | Classe | Voltas | Posição | Posição Na Categoria |
| Ano  | Equipe                | Nº | Co-Pilotos                         | Motor                     | Pneus | Classe | Voltas | Posição | Posição Na Categoria |
| ---- | --------------------- | -- | ---------------------------------- | ------------------------- | ----- | ------ | ------ | ------- | -------------------- |
| 1976 | Porsche Kremer Racing | 65 | Marie-Claude Charmasson Bob Wollek | Porsche 934               | G     | GT     | 270    | 19º     | 4º                   |
| 1976 | Porsche Kremer Racing | 65 | Marie-Claude Charmasson Bob Wollek | Porsche 3.0L Turbo Flat-6 | G     | GT     | 270    | 19º     | 4º                   |
| 1977 | J. Haran de Chaunac   | 16 | René Arnoux Guy Fréquelin          | Renault Alpine A442       | M     | S +2.0 | 0      | DNF     | DNF                  |
| 1977 | J. Haran de Chaunac   | 16 | René Arnoux Guy Fréquelin          | Renault 2.0L Turbo V6     | M     | S +2.0 | 0      | DNF     | DNF                  |
| 1978 | Renault Sport         | 2  | Jean-Pierre Jaussaud               | Renault Alpine A442B      | M     | S +2.0 | 369    | 1º      | 1º                   |
| 1978 | Renault Sport         | 2  | Jean-Pierre Jaussaud               | Renault 2.0L Turbo V6     | M     | S +2.0 | 369    | 1º      | 1º                   |
| 1980 | BMW France            | 83 | Dieter Quester Marcel Mignot       | BMW M1                    | D     | IMSA   | 293    | 14º     | 4º                   |
| 1980 | BMW France            | 83 | Dieter Quester Marcel Mignot       | BMW M88 3.5L I6           | D     | IMSA   | 293    | 14º     | 4º                   |

## Vitórias por equipe
Ferrari: 2
Ligier: 1